# Pteroprista metallica
Pteroprista metallica är en fjärilsart som beskrevs av W. Warren 1889. Pteroprista metallica ingår i släktet Pteroprista och familjen nattflyn. Inga underarter finns listade.